# Ajuma Nasenyana
Ajuma Nasenyana (14 de enero de 1984) es una modelo keniata. Ha trabajado para Victoria's Secret y Carlos Mienes, entre otros diseñadores.

## Carrera
Su primer contacto con la moda fue en el concurso Miss Tourism Kenya en 2003, donde fue coronada Miss Nairobi. Fue durante este concurso que llamó la atención de Lyndsey McIntyre de la agencia Surazuri Modeling.
Poco después, la agencia Gamma Photo fue a Kenia para documentar la carrera de McIntyre como cazatalentos y se sorprendieron tanto con Nasenyana que ésta se convirtió en el foco de la historia; que luego apareció en la revista francesa Gala. Las fotos tomadas fueron añadidas a un catálogo personal y fueron presentadas a la agencia Ford Models, los cuales la animaron a participar en el concurso Supermodel of the World.
En noviembre de 2003, Nasenyana viajó a Europa para trabajar en su catálogo antes de que la semana de la moda de Nueva York terminara. Pronto firmaría contratos con agencias en Londres, Italia, Austria, España, Irlanda, Canadá y Suecia.
Nasenyana participó en el New York Fashion Week junto a Naomi Campbell y Alek Wek para diseñadores como Baby Phat y Carlos Mienes antes de viajar a Milán para modelar para Ungaro durante la Italian Fashion Week. Paris fue su último destino durante ese año y la diseñadora británica Vivienne Westwood la convirtió en su modelo principal en el evento.
Desde entonces, Nasenyana figurado en diversas editoriales, en un video para Lacoste, y en un catálogo para Issey Miyake.
En 2011, fue nombrada AFI African Fashion International's, Africa Fashion Week Model of the Year 2012.